# Мечеть Яр Мухаммад Девон
Мечеть Яр Мухаммад Девон (Саидата) была построена в XVIII веке. Она расположена позади мавзолея Саид Аллауддина, а с медресе Абдурасулбай граничит своей восточной стеной. В структурной композиции мечети сочетается купольный зал и высокий плоский айван. На плане мечеть выглядит, как смещенный прямоугольник две стороны его заостряются к западу; возможно, потому что позже были сделаны пристройки к основному сооружению кубической формы.